# Kevin McCarthy (acteur)
Kevin McCarthy (Seattle, 15 februari 1914 – Hyannis, Massachusetts, 11 september 2010) was een Amerikaans filmacteur.

## Filmografie
- Death of a Salesman (1951)
- Invasion of the Body Snatchers (1956)
- Nightmare (1956)
- The Misfits (1961)
- Way Out (1961) (TV)
- A Gathering of Eagles (1963)
- The Prize (1963)
- The Best Man (1964)
- Mirage (1965)
- A Big Hand for the Little Lady (1966)
- Hotel (1967)
- Kansas City Bomber (1972)
- June Moon (1974)
- Buffalo Bill and the Indians, or Sitting Bull's History Lesson (1976)
- Piranha (1978)
- The Howling (1981)
- Twilight Zone: The Movie (1983)
- My Tutor (1983)
- Innerspace (1987)
- Poor Little Rich Girl: The Barbara Hutton Story (1987)
- UHF (1989)
- The Distinguished Gentleman (1992)
- Greedy (1994)
- Just Cause (1995)
- Addams Family Reunion (1998)
- Looney Tunes: Back in Action (2003)
- Loving Annabelle (2006)
- Fallen Angels (2006)
- Trail of the Screaming Forehead (2007)
- Her Morbid Desires (2008)
- Wesley (2009)

- Bibsys: 90880845
- Biblioteca Nacional de España: XX1476752
- Bibliothèque nationale de France: cb13974725t (data)
- Gemeinsame Normdatei: 142473731
- International Standard Name Identifier: 0000 0000 8357 611X
- Library of Congress Control Number: n91103183
- Nationale Bibliotheek van Israël: 987008729542105171
- Nederlandse Thesaurus van Auteursnamen: 31087842X
- SNAC: w6nk3shz
- Système universitaire de documentation: 067210724
- Virtual International Authority File: 12499419
- WorldCat: E39PBJxRGBJTH7VFJFxkQ49hpP